# A Hét (hetilap, 1925–1938)
A Hét 1925. december 6-án indult hetilap, társadalmi, közgazdasági és irodalmi periodikaként indult, majd mozilappá vált 1927-ben. Mozilapként a némafilm-időszak legszínvonalasabb, a közönségigényt szolgáló lapja lett. Első számait Drozdy Győző, majd Korda Sándor barátja és munkatársa, Várnai István szerkesztette.
1931 végén ismét irodalmi lap lett, ekkortól a Kiss József-féle A Hét c. folyóirat jogutódjának tekintette magát, és átvette annak évfolyamszámozását is. Ezekben az időkben szerzői között volt Gelléri Andor Endre, József Attila, Nagy Lajos. 1933-ban ismét átalakult, és 1938-ig riportlapként jelent meg.